# Hotel Praha (Liberec)
Hotel Praha s historickým názvem Hotel Schienhof je první libereckou stavbou postavenou ve stylu geometrické secese. Nachází se v Železné ulici v centru města. Vznikla mezi roky 1905 a 1906 a jejím autorem je Robert Hemmrich (1871–1946), významný architekt z Jablonce nad Nisou. Budova byla postavena na místě původního zájezdního hostince zvaného U Řetězu. 

## Historie
Na rohu hlavního libereckého náměstí a Železné ulice stával zájezdní hostinec, původně dřevěný, který byl v roce 1834 přestavěn na zděný dvojdům. Protože při trzích byly ulice ústící na náměstí uzavírány řetězem, hospoda byla pojmenována U Řetězu. Na místě hostince pak vznikl dnešní Hotel Praha. V roce 1906 mělo město Liberec hostit reprezentativní Výstavu německých Čechů, a proto bohatý majitel mlýna a pekáren Ignaz Schien z Růžodolu koupil obě parcely po zbourané hospodě U Řetězu a nechal zde zbudovat moderní hotel, který pojmenoval po sobě Schienhof neboli Schienův dvůr. Po roce 1945 byl Hotel Schienhof přejmenován na Hotel Praha a mezi roky 1951 a 1982 byl upraven pro potřeby Stavoprojektu. Poté byl objekt zrekonstruován na tříhvězdičkový hotel, ve kterém pobývali i Václav Havel a Václav Klaus. 

## Stavební vývoj
Dvě parcely po zrušeném zájezdním hostinci U Řetězu zakoupil Ignaz Schien z Růžodolu, aby na nich vybudoval moderní hotel. V roce 1906 byl zde postaven výstavný secesní hotel podle projektu německy mluvícího jabloneckého architekta Roberta Hemmricha. Liberecký stavitel Julius Keil dokončil stavbu v roce 1907. Stavba postavená ve stylu geometrické secese na protáhlém pozemku se vyznačuje deformacemi fasád, přičemž průčelí orientované do náměstí je zakončené střešním pavilonem. Boční průčelí přivrácené do Železné ulice nese dva půlkruhovitě zakončené rizality. Z této ulice je umístěn vchod do hotelu situovaný do hluboké niky zdobené mozaikou. V navazujícím vestibulu je umístěna secesní kašna s figurální mozaikou.

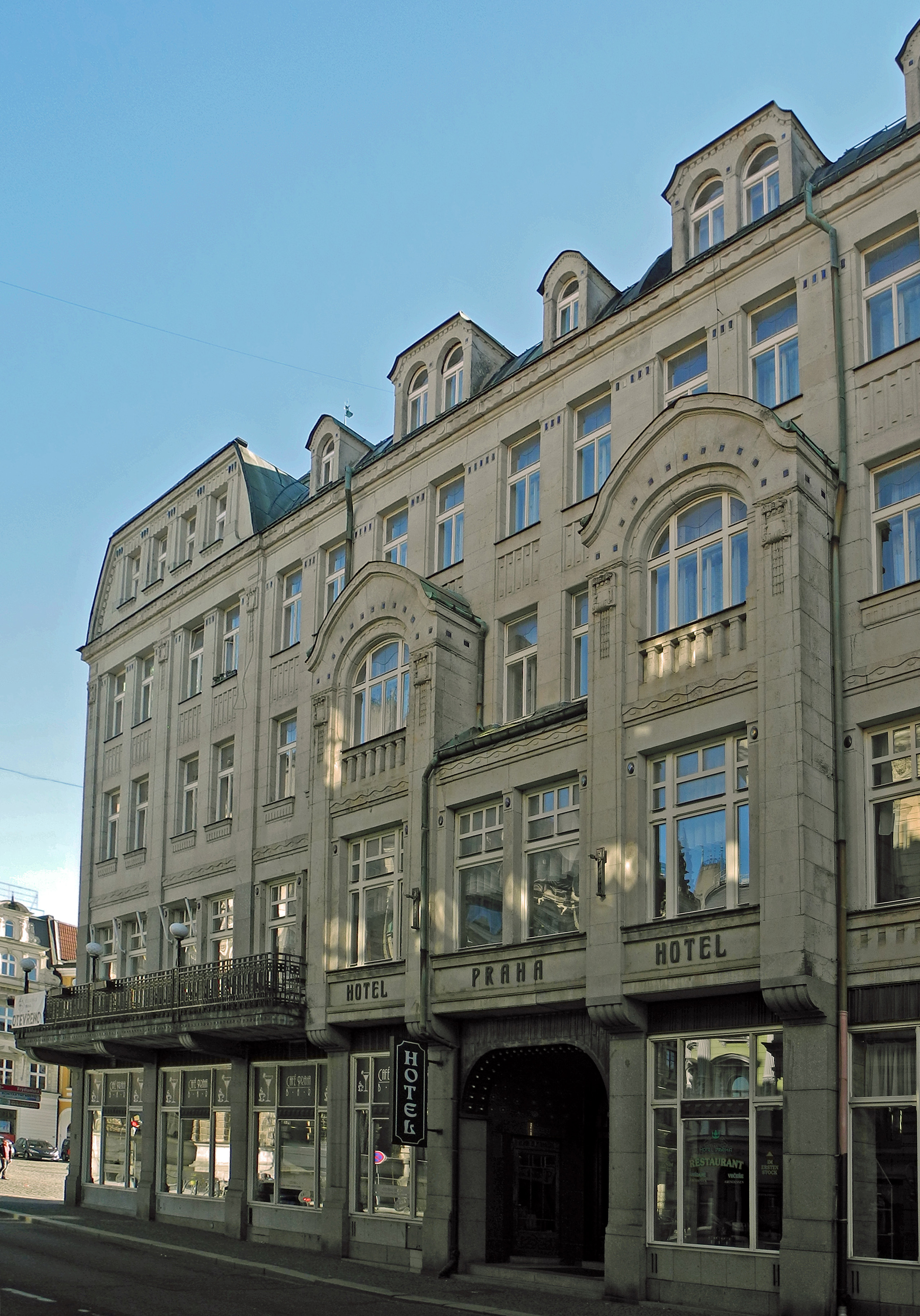
Průčelí Hotelu Praha ze Železné ulice.

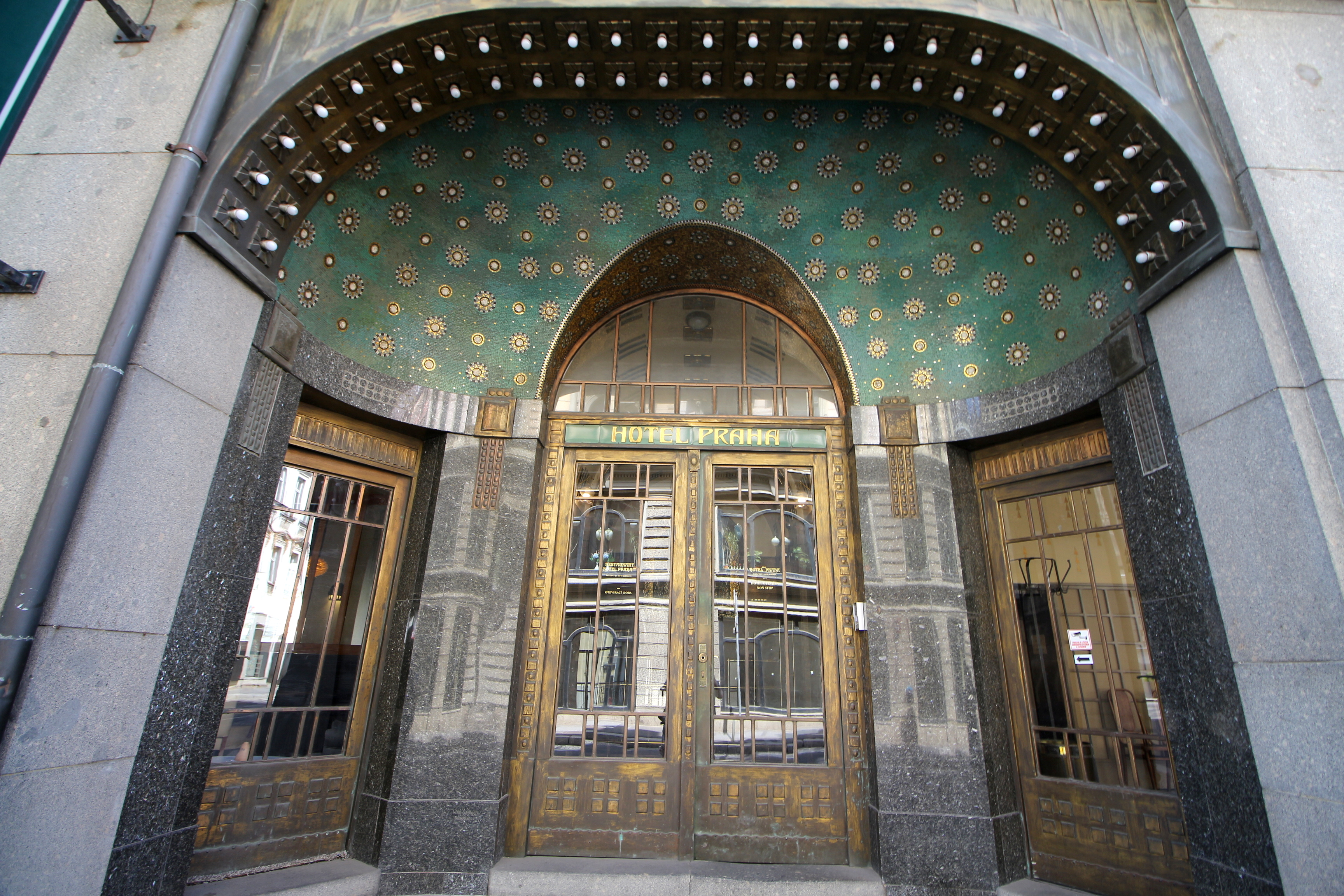
Vchod do Hotelu Praha

Po druhé světové válce objekt, nyní přejmenovaný na Hotel Praha, sloužil původnímu účelu až do roku 1951, kdy jeho vnitřní prostory byly upraveny jako kanceláře Stavoprojektu. Ten zde měl sídlo až do roku 1982. Generální rekonstrukce provedená v roce 1991 budově vrátila podobu hotelového zařízení. V roce 2003 hotel prošel další rekonstrukcí, která mu vrátila původní secesní podobu, a to především v interiéru restaurace v 1. patře a v recepci nacházející se v přízemí budovy. Hotel poskytuje ubytování ve 33 pokojích, od jednolůžkových až po apartmány vybavené secesním nábytkem.